# Zosterop de Calabarzon
El zosterop de Calabarzon (Sterrhoptilus affinis) és un ocell de la família dels zosteròpids (Zosteropidae).

## Hàbitat i distribució
Habita boscos i clars de les terres baixes del sud de Luzon, a les Filipines.

## Taxonomia
Fins fa poc s'ha considerat una subespècies del zosterop de coroneta negra (Sterrhoptilus nigrocapitatus). Actualment el Congrés Ornitològic Internacional versió 11.2, 2021, els considera espècies diferents.